# Crouy-sur-Ourcq
Pour les articles homonymes, voir Crouy (homonymie).
Crouy-sur-Ourcq est une commune française située dans le département de Seine-et-Marne, en région Île-de-France.
Crouy sur Ourcq dispose d'un important patrimoine naturel et architectural.

## Géographie

### Localisation

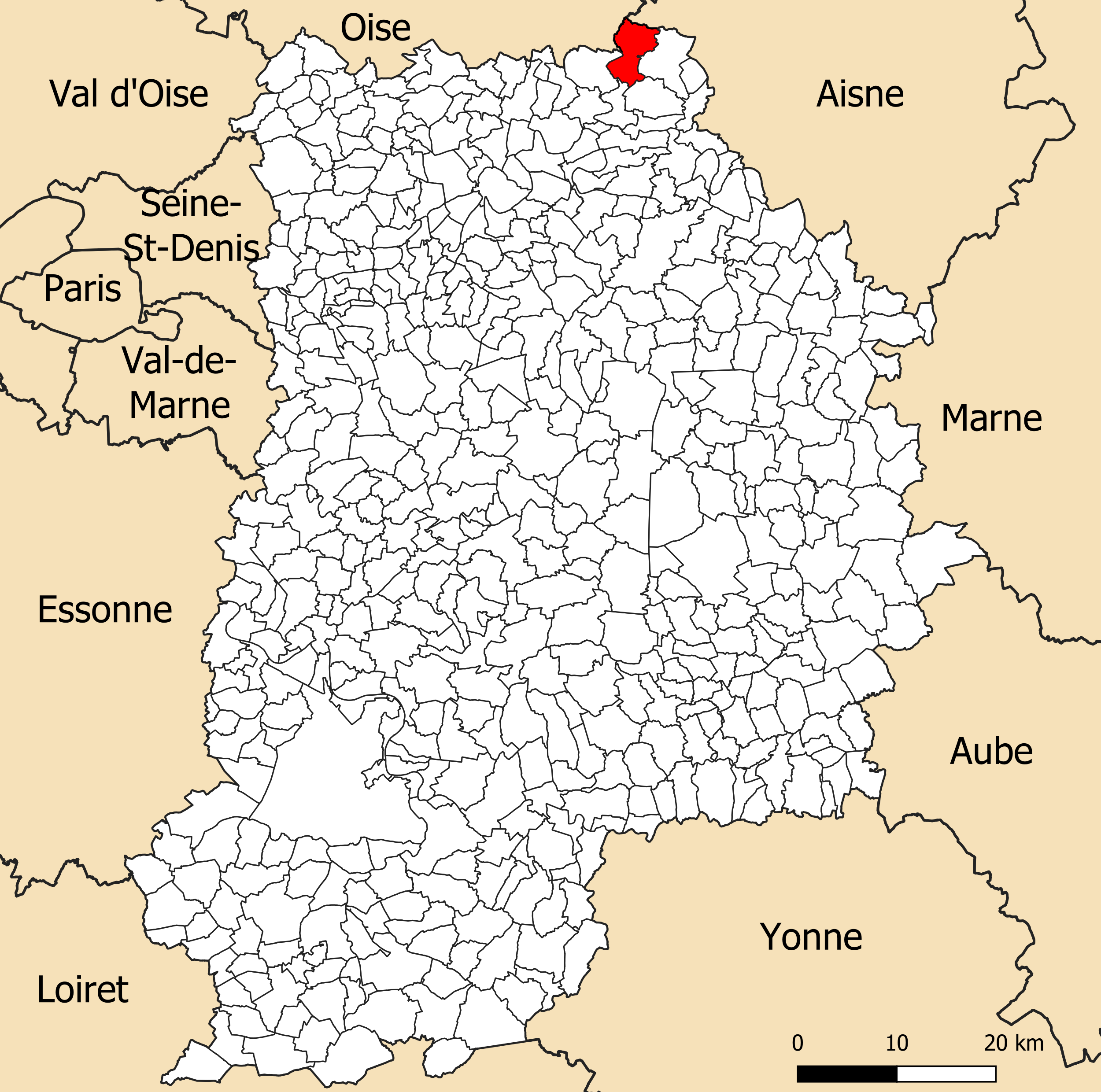
Localisation de la commune dans le département.

Située dans l'extrême nord du département de Seine-et-Marne à environ 21,5 km par la route au nord-est de Meaux et à 76 km au nord-est du centre  Paris, la commune est limitrophe des départements de l'Aisne et de l'Oise,.
Le sentier de grande randonnée GR 11 traverse la commune.
Elle se trouve dans l'aire d'attraction de Paris ainsi que dans la zone d'emploi et dans le bassin de vie de Meaux.

### Communes limitrophes
Les communes limitrophes sont  Coulombs-en-Valois, May-en-Multien, Montigny-l'Allier, Neufchelles, Ocquerre, Varinfroy et Vendrest.
| Neufchelles (Oise) | Montigny-l'Allier (Aisne) |                    |
| Varinfroy (Oise)   | Crouy-sur-Ourcq           | Coulombs-en-Valois |
| May-en-Multien     | Ocquerre                  | Vendrest           |

### Géologie et relief

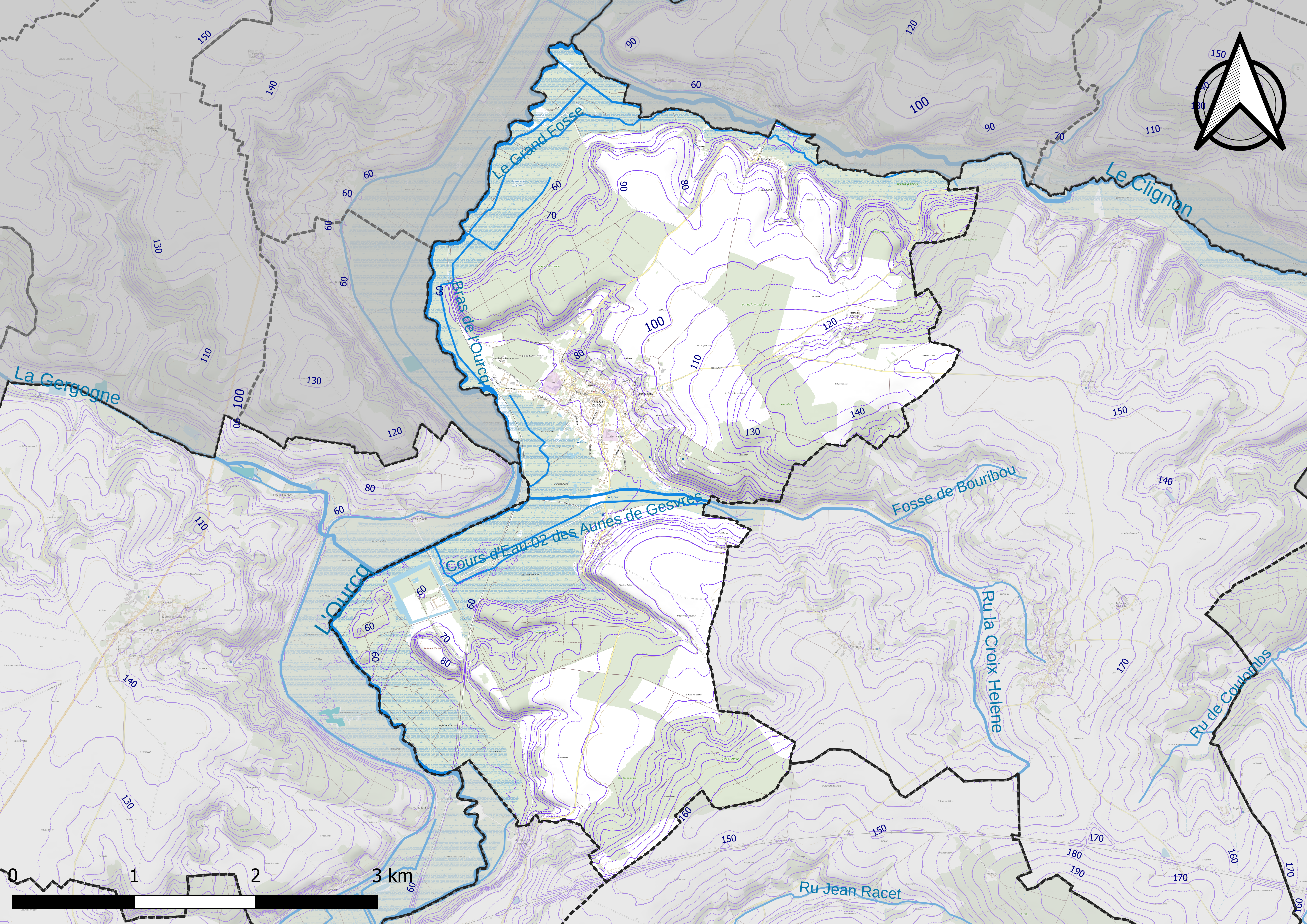
Carte du relief de la commune.

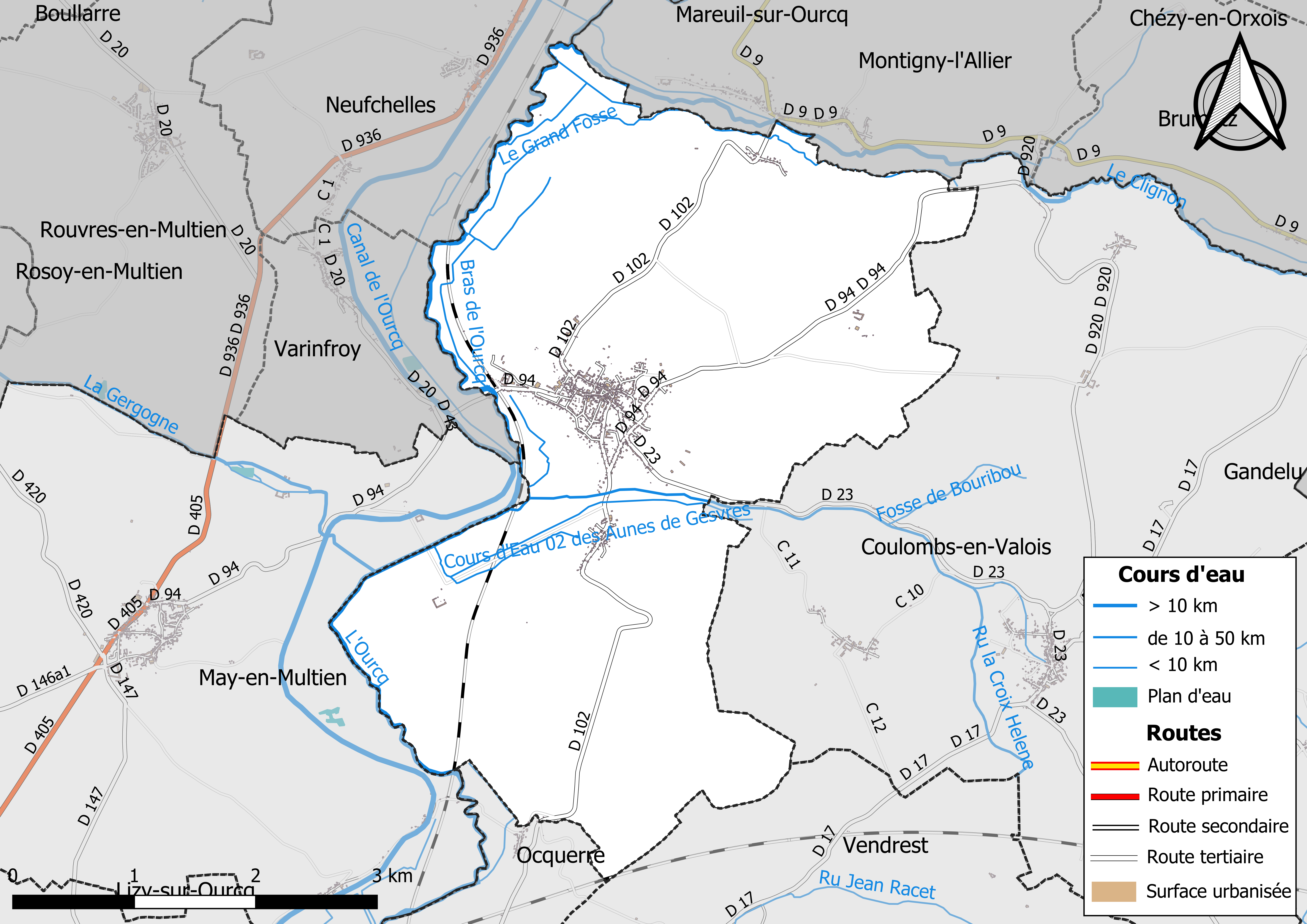
Carte des réseaux hydrographique et routier de Crouy-sur-Ourcq.

La superficie de la commune est de 19,42 km2. Son altitude varie de 165 mètres pour le point le plus haut à 52 mètres dans la partie aval de la vallée de l'Ourcq, le village étant vers 60 à 70 mètres d'altitude.

### Hydrographie
Le réseau hydrographique de la commune se compose de douze cours d'eau référencés :
Le ru la Croix Hélène traverse la commune d'est en ouest ;
- La rivière l'Ourcq, longue de 86,49 km[5], et ses marais bordent la partie ouest de la commune, ainsi que :
  - un bras de 1,55 km[6], et huit des affluents et sous-affluents de l'Ourcq : 
    - le Grand Fossé, 4,94 km[7] ;
      - le Marais de Négando, 1,03 km[8], affluent du Grand Fossé ;

    - le cours d'eau 01 des Aunes de Gesvres, 1,52 km[9] ;
      - le cours d'eau 02 des Aunes de Gesvres, 2,68 km[10], qui conflue avec le cours d'eau 01 des Aunes de Gesvres ;

    - le fossé Boudou, cours d'eau naturel et canal de 1,27 km[11] ;
    - le canal 02 de la Commune de Crouy-sur-Ourcq, 0,91 km[12] ;
    - le ru la Croix Hélène ou ru Roland, 6,16 km[13] ;
      - le cours d'eau 01 de la Grande Prairie, 1,12 km[14], affluent du ru la Croix Hélène ;
- le canal 01 de la Commune de Crouy-sur-Ourcq, 0,95 km[15], qui conflue avec l’Ourcq et le Grand Fossé ;
- Le Clignon, long de 29,96 km[16] et ses marais bordent sa partie nord.

La longueur totale des cours d'eau sur la commune est de 17,03 km.
Le canal de l'Ourcq passe à proximité de la commune.

### Climat
Pour des articles plus généraux, voir Climat de l'Île-de-France et Climat de Seine-et-Marne.
En 2010, le climat de la commune est de type climat océanique dégradé des plaines du Centre et du Nord, selon une étude du CNRS s'appuyant sur une série de données couvrant la période 1971-2000. En 2020, Météo-France publie une typologie des climats de la France métropolitaine dans laquelle la commune est exposée à un climat océanique altéré et est dans la région climatique Nord-est du bassin Parisien, caractérisée par un ensoleillement médiocre, une pluviométrie moyenne régulièrement répartie au cours de l’année et un hiver froid (3 °C).
Pour la période 1971-2000, la température annuelle moyenne est de 11 °C, avec une amplitude thermique annuelle de 15,9 °C. Le cumul annuel moyen de précipitations est de 740 mm, avec 11,9 jours de précipitations en janvier et 8,1 jours en juillet. Pour la période 1991-2020, la température moyenne annuelle observée sur la station météorologique la plus proche, située sur la commune de Changis-sur-Marne à 15 km à vol d'oiseau, est de 11,9 °C et le cumul annuel moyen de précipitations est de 710,1 mm,. Pour l'avenir, les paramètres climatiques de la commune estimés pour 2050 selon différents scénarios d'émission de gaz à effet de serre sont consultables sur un site dédié publié par Météo-France en novembre 2022.

### Milieux naturels et biodiversité
L’inventaire des zones naturelles d'intérêt écologique, faunistique et floristique (ZNIEFF) a pour objectif de réaliser une couverture des zones les plus intéressantes sur le plan écologique, essentiellement dans la perspective d’améliorer la connaissance du patrimoine naturel national et de fournir aux différents décideurs un outil d’aide à la prise en compte de l’environnement dans l’aménagement du territoire.
Le territoire communal de Crouy-sur-Ourcq comprend trois ZNIEFF de type 1,, : 
- la « La Campenne » (48,71 ha), couvrant 2 communes du département[25] ;
- la « La Reposée » (7,09 ha)[26] ;
- les « Marais de Negando et bois de la Garenne » (252,33 ha)[27] ;

et un ZNIEFF de type 2,, 
la « vallée de l'Ourcq » (1 434,36 ha), couvrant 4 communes du département.

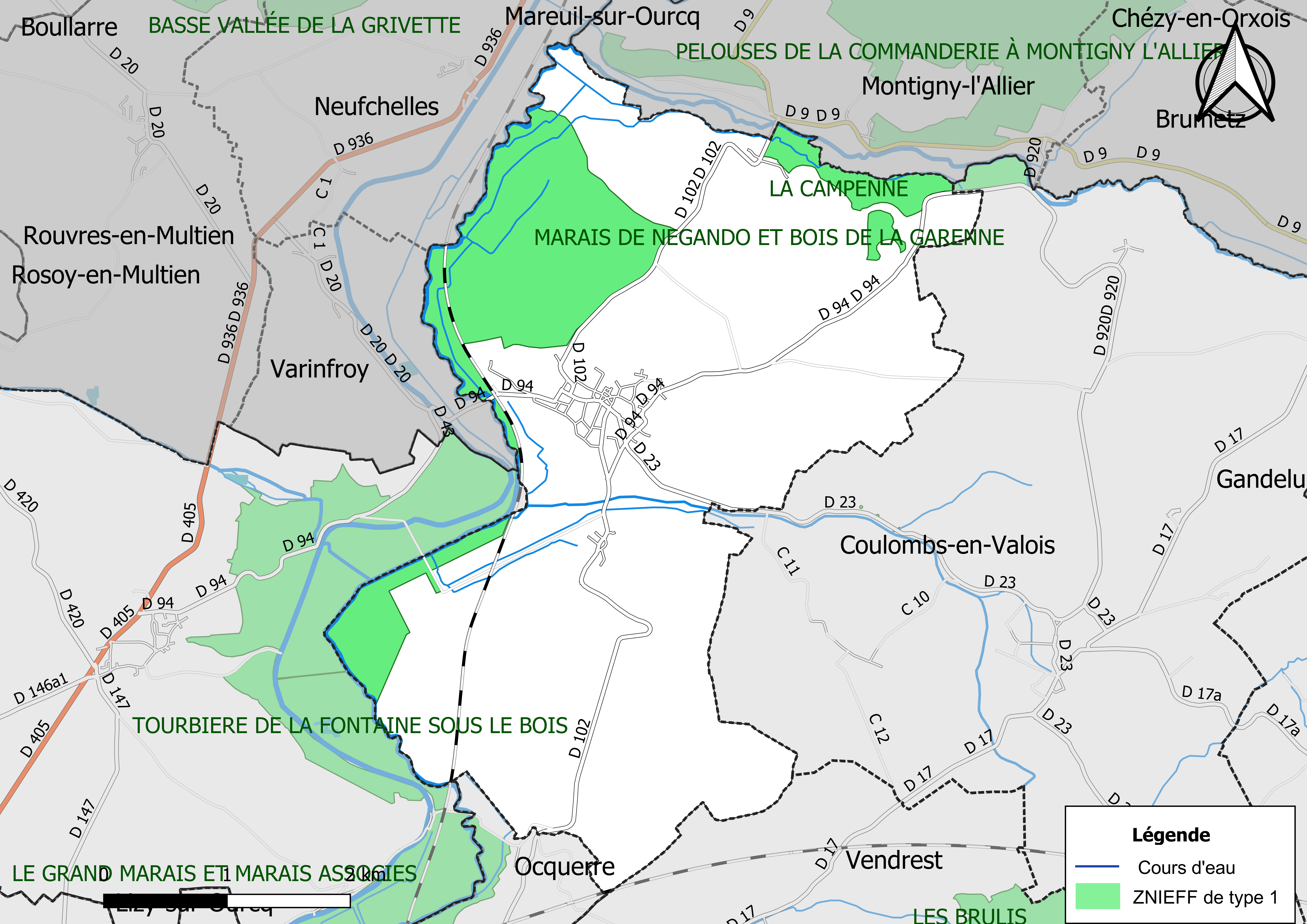
Carte des ZNIEFF de type 1 de la commune.
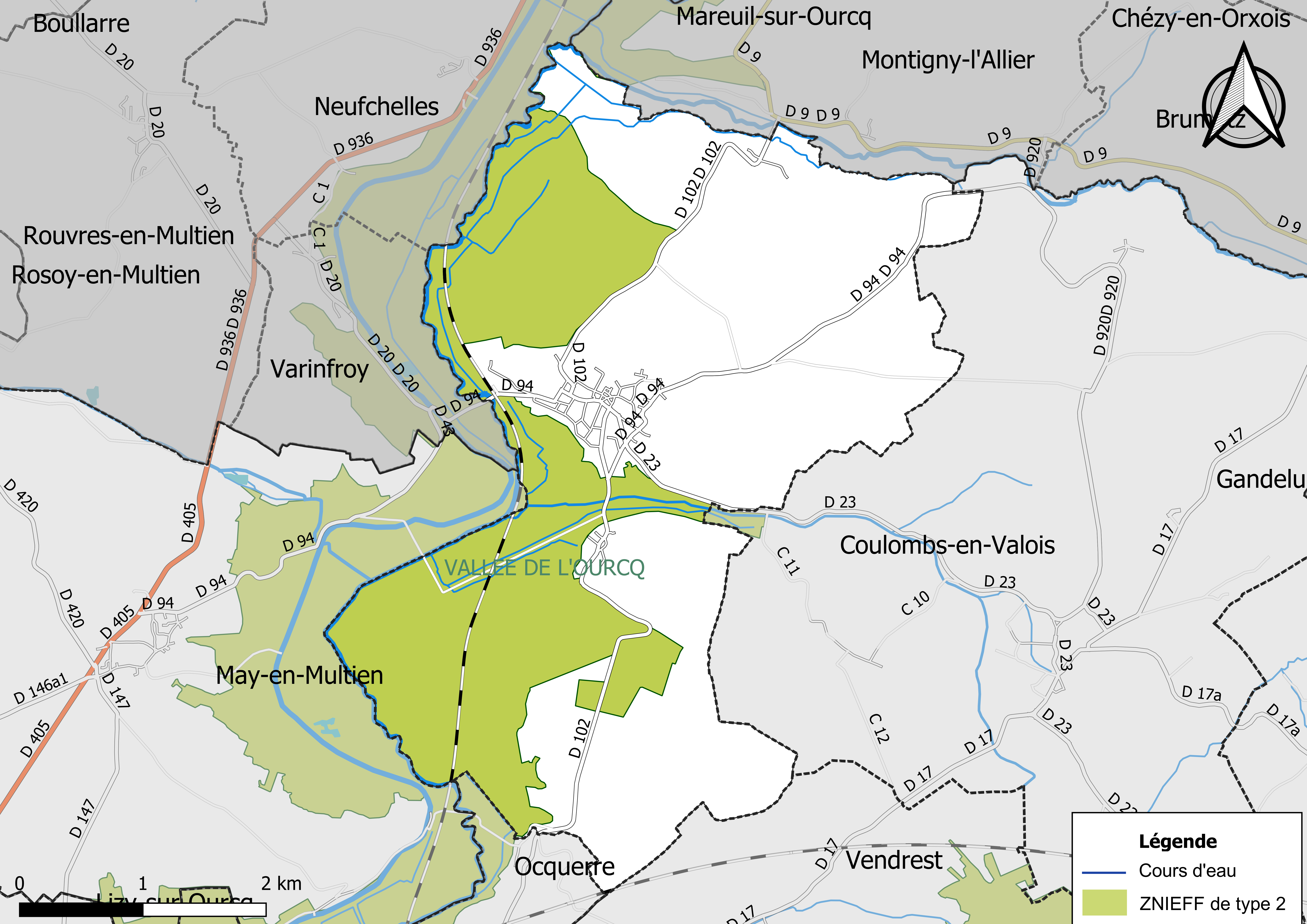
Carte des ZNIEFF de type 2 de la commune.

## Urbanisme

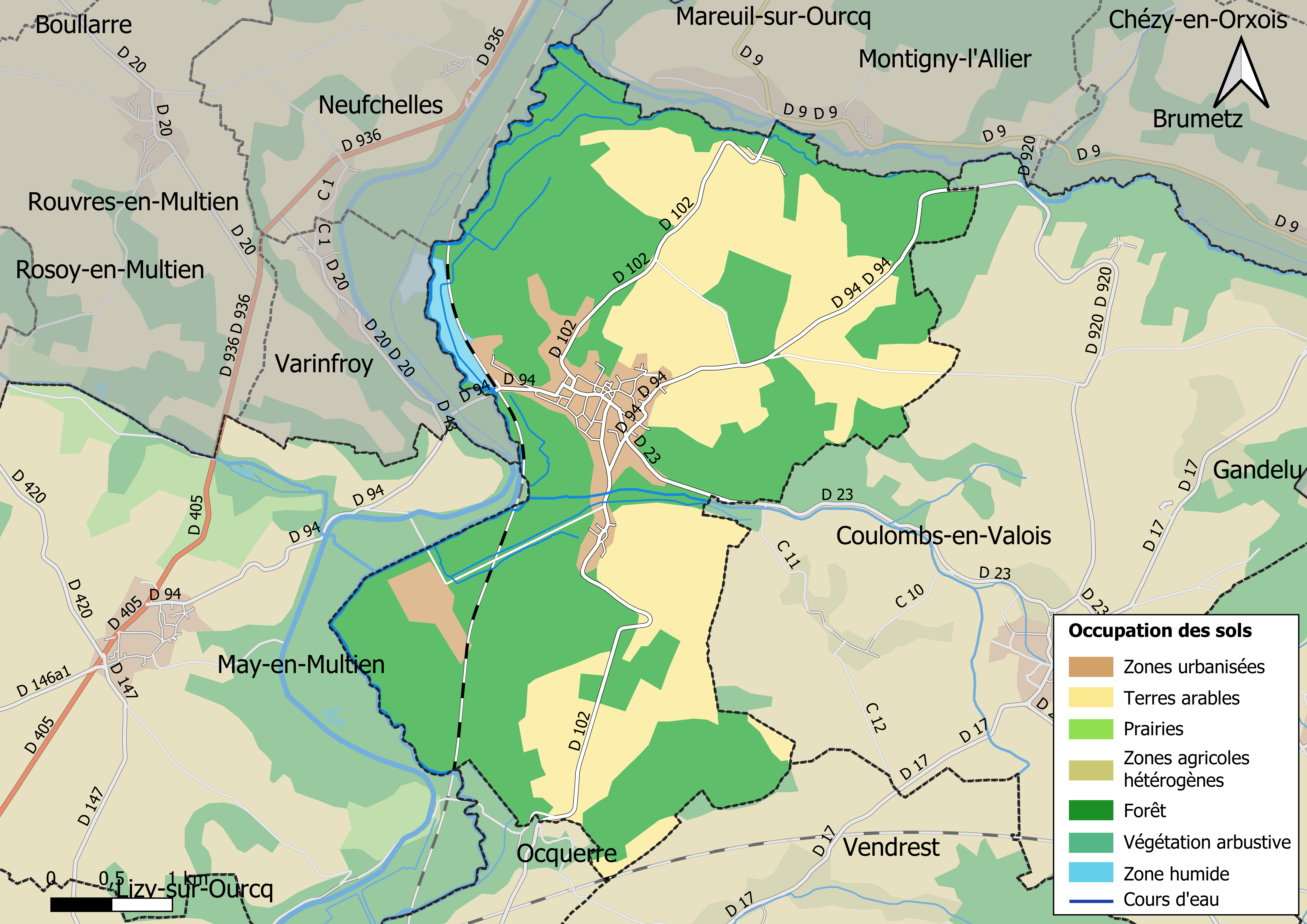
Carte des infrastructures et de l'occupation des sols en 2018 (CLC) de la commune.

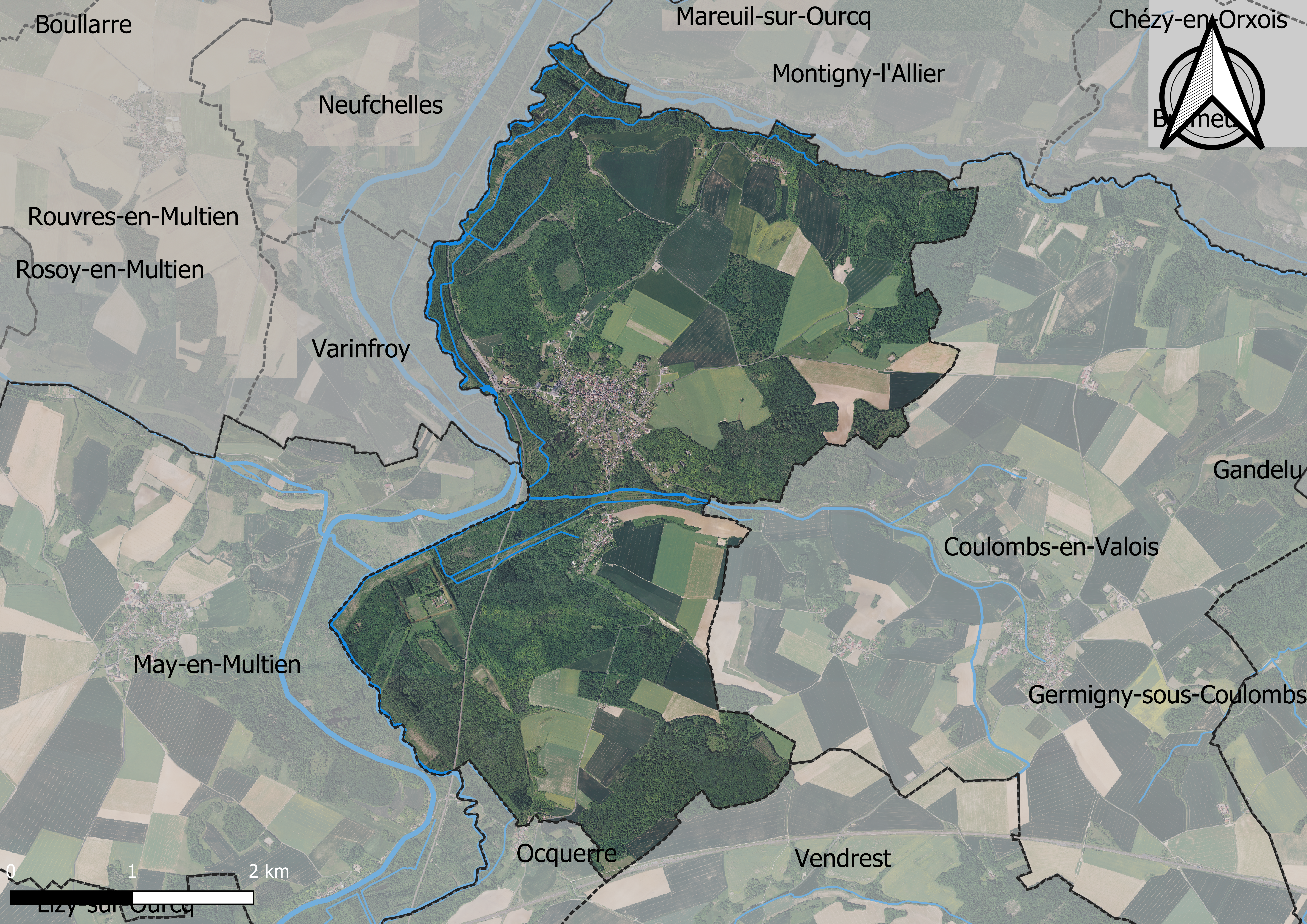
Carte orhophotogrammétrique de la commune.

### Typologie
Au 1er janvier 2024, Crouy-sur-Ourcq est catégorisée bourg rural, selon la nouvelle grille communale de densité à sept niveaux définie par l'Insee en 2022.
Elle est située hors unité urbaine. Par ailleurs la commune fait partie de l'aire d'attraction de Paris, dont elle est une commune de la couronne,. Cette aire regroupe 1 929 communes,.

### Occupation des sols
L'occupation des sols de la commune, telle qu'elle ressort de la base de données européenne d’occupation biophysique des sols Corine Land Cover (CLC), est marquée par l'importance des forêts et milieux semi-naturels (58,7 % en 2018), une proportion sensiblement équivalente à celle de 1990 (58 %). La répartition détaillée en 2018 est la suivante : 
forêts (58,1% ), terres arables (33% ), zones urbanisées (5,9% ), espaces verts artificialisés, non agricoles (1,3% ), zones humides intérieures (1% ), milieux à végétation arbustive et/ou herbacée (0,6 %).
Parallèlement, L'Institut Paris Région, agence d'urbanisme de la région Île-de-France, a mis en place un inventaire numérique de l'occupation du sol de l'Île-de-France, dénommé le MOS (Mode d'occupation du sol), actualisé régulièrement depuis sa première édition en 1982. Réalisé à partir de photos aériennes, le Mos distingue les espaces naturels, agricoles et forestiers mais aussi les espaces urbains (habitat, infrastructures, équipements, activités économiques, etc.) selon une classification pouvant aller jusqu'à 81 postes, différente de celle de Corine Land Cover,,. L'Institut met également à disposition des outils permettant de visualiser par photo aérienne l'évolution de l'occupation des sols de la commune entre 1949 et 2018.

### Lieux-dits, hameaux et écarts
La commune compte 120 lieux-dits administratifs répertoriés consultables ici dont Fussy, la Chaussée, le château de Gesvres-le-Duc (source : le fichier Fantoir).

### Habitat et logement
En 2020, le nombre total de logements dans la commune était de 776, alors qu'il était de 764 en 2015 et de 733 en 2010.
Parmi ces logements, 88,2 % étaient des résidences principales, 3,4 % des résidences secondaires et 8,4 % des logements vacants. Ces logements étaient pour 78,9 % d'entre eux des maisons individuelles et pour 21,1 % des appartements.
Le tableau ci-dessous présente la typologie des logements à Crouy-sur-Ourcq en 2020 en comparaison avec celle de Seine-et-Marne et de la France entière. Une caractéristique marquante du parc de logements est ainsi une proportion de résidences secondaires et logements occasionnels (3,4 %) supérieure à celle du département (3 %) mais inférieure à celle de la France entière (9,7 %). 
| Typologie                                               | Crouy-sur-Ourcq | Seine-et-Marne | France entière |
| ------------------------------------------------------- | --------------- | -------------- | -------------- |
| Résidences principales (en %)                           | 88,2            | 90,2           | 82,1           |
| Résidences secondaires et logements occasionnels (en %) | 3,4             | 3              | 9,7            |
| Logements vacants (en %)                                | 8,4             | 6,8            | 8,2            |

### Planification de l’aménagement
La loi SRU du 13 décembre 2000 a incité les communes à se regrouper au sein d’un établissement public, pour déterminer les partis d’aménagement de l’espace au sein d’un SCoT, un document d’orientation stratégique des politiques publiques à une grande échelle et à un horizon de 20 ans et s'imposant aux documents d'urbanisme locaux, les PLU (Plan local d'urbanisme). La commune est dans le territoire du SCOT Marne Ourcq, approuvé le 6 avril 2017 et porté par le syndicat Mixte Marne-Ourcq regroupant 41 communes du Pays de l'Ourcq et du Pays Fertois.
La commune disposait en 2019 d'un plan local d'urbanisme en révision. Le zonage réglementaire et le règlement associé peuvent être consultés sur le Géoportail de l'urbanisme.

### Voies de communication et transports

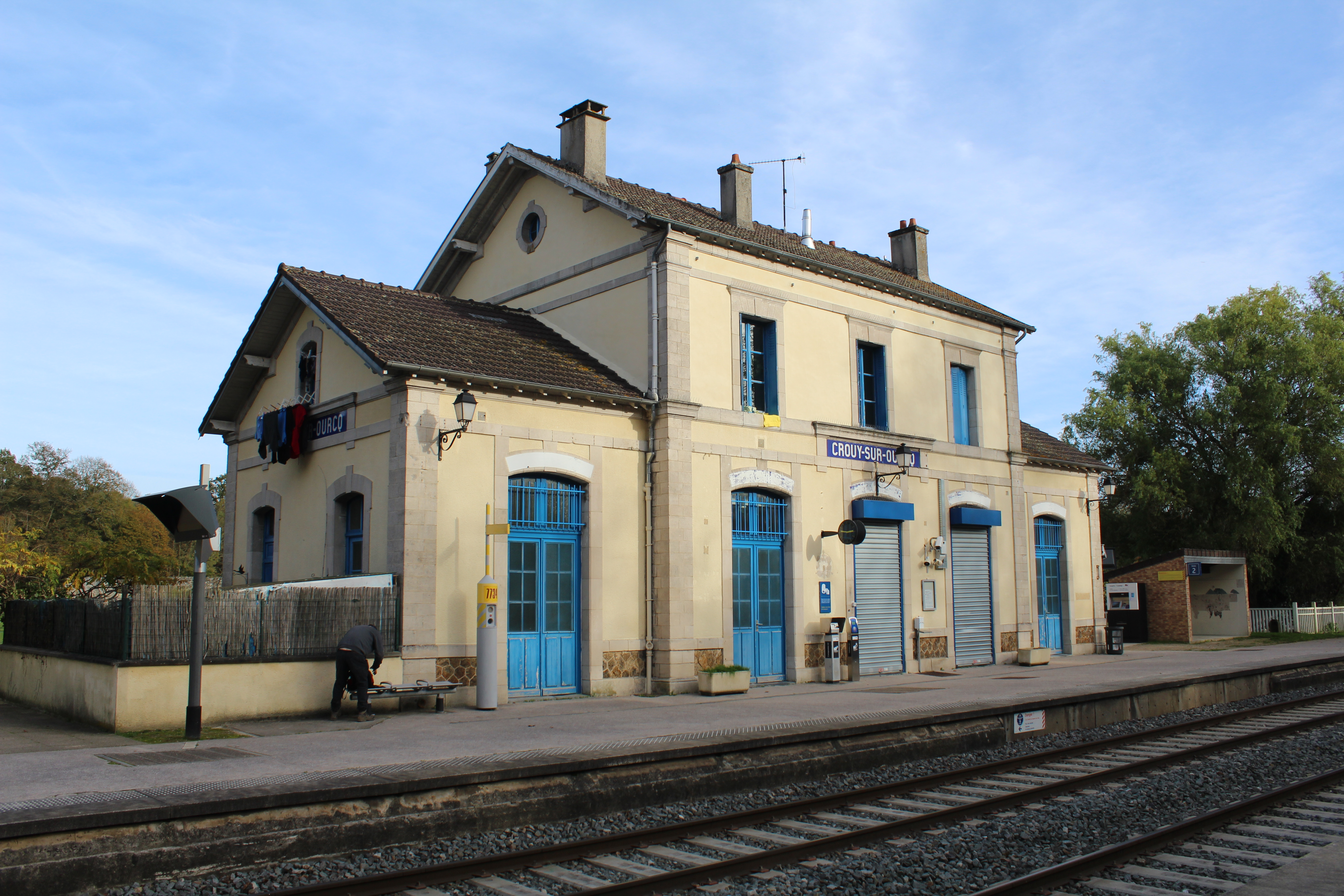
La gare.

La gare de Crouy-sur-Ourcq, située sur la ligne de Trilport à Bazoches, est desservie par les trains de la ligne P du Transilien du réseau Transilien Paris-Est. S'agissant de la dernière gare de la région Île-de-France en direction de la province, la tarification Île-de-France Mobilités  ne s'applique plus au-delà.
La limite sud du territoire communal est tengentée par la LGV Est européenne.

### Risques naturels et technologiques
La commune est classée en zone de sismicité 1, correspondant à une sismicité très faible.

## Toponymie
Le nom de la localité est mentionné sous les formes Croyacum en 1226 ; Croiacum au XIIIe siècle,.
L'origine viendrait d'un nom d'homme gaulois Crodius d'après Kaspers ou germanique Chrodius suivant Soubeiran.
L'Ourcq et ses marais bordent la partie ouest de la commune.

## Histoire

### Moyen Âge
Dès le XIIe siècle sont mentionnés deux seigneurs, les deux frères Olivier et Henry de Crouy[réf. nécessaire].
Du milieu du XIIe siècle à la fin du XIIIe siècle, Crouy fait partie des nombreuses seigneuries de la famille des Barres. Ses seigneurs constituent d'ailleurs une des neuf branches de cette maison, la branche no 2 dite ici « de Crouy », pour simplifier,,.
Le château fort du Houssoy est construit par Jean III de Sépoix, au XIVe siècle.

### Temps modernes

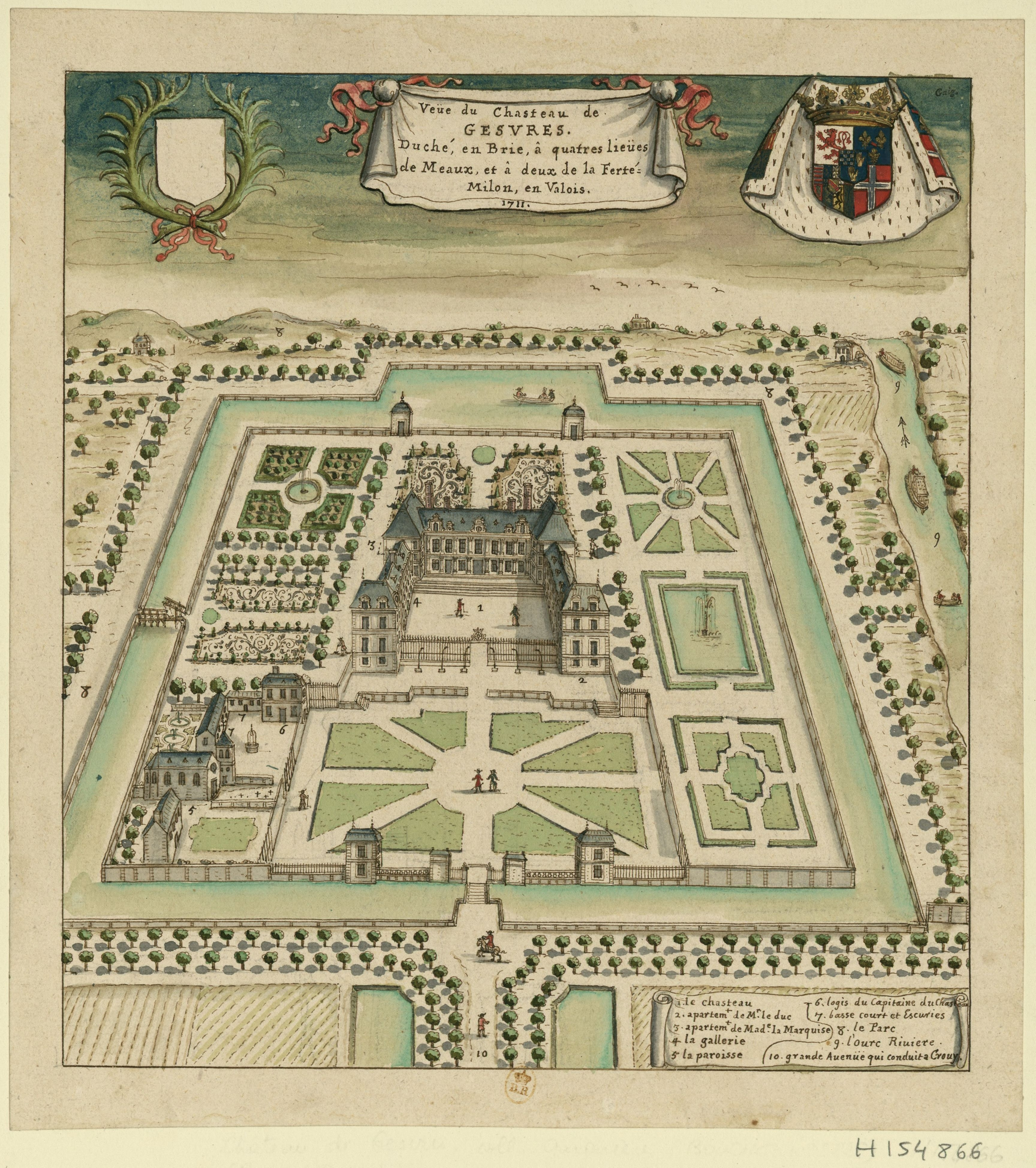
Le château de Gesvres en 1711.

Le fils de Charles de Sépoix, Méry, adoubé chevalier sur le champ de bataille de celle de Marignan en 1515 et vice-amiral de Bretagne, meurt en 1559. Son fils Robert de Sépoix (1538-1586), capitaine-gouverneur de Saint-Quentin, bailli du Valois, négocie avec l'abbaye de Chelles l'acquisition en 1564 des justices féodales de Crouy (haute, moyenne et basse justice), qu'elle détenait ; les Dames de Chelles avaient aussi la seigneurie de Coulombs ; Mery et son fils Robert de Sépoix rénovent l'église Saint-Cyr-et-Sainte-Julitte de Crouy.
La veuve héritière de Robert, Louise d'Ongnies, se remarie en 1602 au maréchal-duc Charles II de Cossé-Brissac. Succèdent alors le duc François de Cossé-Brissac (issu du 1er mariage du duc Charles avec Judith d'Acigné) et son fils le duc Louis. En 1655/1665, les Cossé-Brissac vendent la seigneurie de Crouy, acquise le 27 juin 1665 par René Potier, 1er duc de Tresmes, Potier ; la famille Potier de Tresmes et de Gesvres garde le domaine jusqu'à la Révolution française
Le château fort du Houssoy est partiellement détruit pendant les guerres de la Fronde et saccagé par les Espagnols en 1652.
Crouy-sur-Ourcq et Gesvres (Tresmes) ont formé deux paroisses distinctes jusqu'en 1790. L'histoire des deux localités se confond en bien des points. Situé sur les limites du Valois et de la Brie champenoise, Crouy a été placé tantôt dans l'une, tantôt dans l'autre de ces divisions provinciales.
Bénéficiant d'une « heureuse situation » pour le commerce, la commune en tirait toute sa richesse. Dès 1610, c'est une place commerciale renommée. Crouy possédait de temps immémorial un marché qui attirait une foule nombreuse. En 1770, on y comptait 70 artisans et commerçants, 47 maraîchers et chanvriers.

### Révolution française et Empire
Louis-Joachim Potier (1733-1794), 5e duc de Gesvres, est guillotiné le 7 juillet 1794).
La commune, instituée par la Révolution française, absorbe des 1790-1794 celles de Gresvres-le-Duc et de Tresmes
La création du Canal de l'Ourcq en 1804 participe au développement de la localité.
En 1814, pendant la campagne de France, Crouy et Gesvres-le-Duc sont livrés à la vindicte des troupes de Blücher. Une bataille a lieu vers Gesvres, et Crouy est alors pillé.

### Époque contemporaine
L'ordonnance du 8 juin 1834 fixe la limite territoriale de la commune de Crouy avec celle de Coulombs.
Un témoignage sur les faits survenus pendant la Seconde Guerre mondiale du 9 au 11 juin 1940 à Neufchelles et Crouy-sur-Ourcq, est dû à Maître Pierre Véron.
La commune a accueilli une antenne du Bureau pour le développement des migrations dans les départements d'outre-mer à compter de 1965 jusqu'à sa dissolution.

## Politique et administration

### Rattachements administratifs et électoraux

#### Rattachements administratifs
La commune se trouve dans l'arrondissement de Meaux du département de la Seine-et-Marne
Après avoir été de 1793 à 1801 le chef-lieu d'un fugace canton de Crouy, elle faisait partie depuis lors du canton de Lizy-sur-Ourcq. Dans le cadre du redécoupage cantonal de 2014 en France, cette circonscription administrative territoriale a disparu, et le canton n'est plus qu'une circonscription électorale.

#### Rattachements électoraux
Pour les élections départementales, la commune fait partie depuis 2014 du canton de La Ferté-sous-Jouarre
Pour l'élection des députés, elle fait partie de la sixième circonscription de Seine-et-Marne.

### Intercommunalité
Crouy-sur-Ourcq est membre de la communauté de communes du Pays de l'Ourcq, un établissement public de coopération intercommunale (EPCI) à fiscalité propre créé fin 1999 et auquel la commune a transféré un certain nombre de ses compétences, dans les conditions déterminées par le code général des collectivités territoriales.

### Liste des maires
| Période                                  | Période                       | Identité                | Étiquette | Qualité |
| ---------------------------------------- | ----------------------------- | ----------------------- | --------- | --- |
| Les données manquantes sont à compléter. |                               |                         |           | |
|                                          |                               |                         |           | |
| 2001                                     | 2014                          | Michel Fouchault        |           | Agriculteur |
| 2014                                     | mai 2020                      | Maria-Christine Goosens |           | Responsable administrative |
| mai 2020,                                | avril 2023,                   | Victor Étienne          | SE        | Retraité Président de l'association de l'Ourcq des usagers des transports Mandat écourté par la démission d'une partie du conseil municipal |
| avril 2023,                              | En cours (au 30 janvier 2024) | Didier Manson           |           | Cadre administratif ou commercial d'entreprise                                                                                              |

### Tendances politiques et résultats
| Scrutin             | Scrutin             | 1er tour | 1er tour | 1er tour | 1er tour | 1er tour  | 1er tour | 1er tour | 1er tour | 1er tour | 1er tour | 1er tour | 1er tour | 2d tour | 2d tour | 2d tour | 2d tour | 2d tour | 2d tour |
| Scrutin             | Scrutin             | 1er      | 1er      | %        | 2e       | 2e        | %        | 3e       | 3e       | %        | 4e       | 4e       | %        | 1er     | 1er     | %       | 2e      | 2e      | %       |
| ------------------- | ------------------- | -------- | -------- | -------- | -------- | --------- | -------- | -------- | -------- | -------- | -------- | -------- | -------- | ------- | ------- | ------- | ------- | ------- | ------- |
| Présidentielle 2017 | Présidentielle 2017 |          | FN       | 30,20    |          | EM        | 19,86    |          | LR       | 18,82    |          | LFI      | 18,61    |         | EM      | 54,94   |         | FN      | 45,06   |
| Présidentielle 2022 | Présidentielle 2022 |          | RN       | 33,44    |          | LREM      | 22,00    |          | LFI      | 21,46    |          | REC      | 6,75     |         | RN      | 54,88   |         | LREM    | 45,12   |
| Législatives 2022   | 6e                  |          | RN       | 28,52    |          | LFI-Nupes | 26,97    |          | Agir-Ens | 19,27    |          | LR       | 12,52    |         | RN      | 54,65   |         | LFI     | 45,35   |
| Législatives 2024   | 6e                  |          | RN       | 51,13    |          | LR        | 23,81    |          | LFI-NFP  | 21,55    |          | LO       | 3,51     |         | RN      | 64,37   |         | LFI     | 35,63   |

## Équipements et services

### Eau et assainissement
L’organisation de la distribution de l’eau potable, de la collecte et du traitement des eaux usées et pluviales relève des communes. La loi NOTRe de 2015 a accru le rôle des EPCI à fiscalité propre en leur transférant cette compétence. Ce transfert devait en principe être effectif au 1er janvier 2020, mais la loi Ferrand-Fesneau du 3 août 2018 a introduit la possibilité d’un report de ce transfert au 1er janvier 2026,.

#### Assainissement des eaux usées
En 2020, la gestion du service d'assainissement collectif de la commune de Crouy-sur-Ourcq est assurée par la communauté de communes du Pays de l'Ourcq (CCPO) pour la collecte, le transport et la dépollution. Ce service est géré en délégation par une entreprise privée, dont le contrat arrive à échéance le 29 février 2024,,.
L’assainissement non collectif (ANC) désigne les installations individuelles de traitement des eaux domestiques qui ne sont pas desservies par un réseau public de collecte des eaux usées et qui doivent en conséquence traiter elles-mêmes leurs eaux usées avant de les rejeter dans le milieu naturel. La communauté de communes du Pays de l'Ourcq (CCPO) assure pour le compte de la commune le service public d'assainissement non collectif (SPANC), qui a pour mission de vérifier la bonne exécution des travaux de réalisation et de réhabilitation, ainsi que le bon fonctionnement et l’entretien des installations,.

#### Eau potable
En 2020, l'alimentation en eau potable est assurée par la communauté de communes du Pays de l'Ourcq (CCPO) qui en a délégué la gestion à une entreprise privée, dont le contrat expire le 31 décembre 2023,.
Les nappes de Beauce et du Champigny sont classées en zone de répartition des eaux (ZRE), signifiant un déséquilibre entre les besoins en eau et la ressource disponible. Le changement climatique est susceptible d’aggraver ce déséquilibre. Ainsi afin de renforcer la garantie d’une distribution d’une eau de qualité en permanence sur le territoire du département, le troisième Plan départemental de l’eau signé, le 3 octobre 2017, contient un plan d’actions afin d’assurer avec priorisation la sécurisation de l’alimentation en eau potable des Seine-et-Marnais. A cette fin a été préparé et publié en décembre 2020 un schéma départemental d’alimentation en eau potable de secours dans lequel huit secteurs prioritaires sont définis. La commune fait partie du secteur CCPO.

## Population et société

### Démographie
L'évolution du nombre d'habitants est connue à travers les recensements de la population effectués dans la commune depuis 1793. Pour les communes de moins de 10 000 habitants, une enquête de recensement portant sur toute la population est réalisée tous les cinq ans, les populations de référence des années intermédiaires étant quant à elles estimées par interpolation ou extrapolation. Pour la commune, le premier recensement exhaustif entrant dans le cadre du nouveau dispositif a été réalisé en 2004.

En 2022, la commune comptait 1 806 habitants, en évolution de −7,76 % par rapport à 2016 (Seine-et-Marne : +3,92 %, France hors Mayotte : +2,11 %).
| 1793  | 1800  | 1806  | 1821  | 1831  | 1836  | 1841  | 1846  | 1851  |
| ----- | ----- | ----- | ----- | ----- | ----- | ----- | ----- | ----- |
| 1 125 | 1 080 | 1 072 | 1 110 | 1 341 | 1 145 | 1 374 | 1 406 | 1 345 |

| 1856  | 1861  | 1866  | 1872  | 1876  | 1881  | 1886  | 1891  | 1896  |
| ----- | ----- | ----- | ----- | ----- | ----- | ----- | ----- | ----- |
| 1 336 | 1 186 | 1 250 | 1 177 | 1 198 | 1 216 | 1 236 | 1 141 | 1 105 |

| 1901  | 1906  | 1911  | 1921  | 1926  | 1931 | 1936  | 1946  | 1954  |
| ----- | ----- | ----- | ----- | ----- | ---- | ----- | ----- | ----- |
| 1 050 | 1 130 | 1 142 | 1 045 | 1 047 | 986  | 1 017 | 1 018 | 1 012 |

| 1962 | 1968 | 1975  | 1982  | 1990  | 1999  | 2004  | 2006  | 2009  |
| ---- | ---- | ----- | ----- | ----- | ----- | ----- | ----- | ----- |
| 905  | 913  | 1 053 | 1 069 | 1 260 | 1 585 | 1 662 | 1 663 | 1 749 |

| 2014  | 2019  | 2022  | - | - | - | - | - | - |
| ----- | ----- | ----- | - | - | - | - | - | - |
| 1 904 | 1 825 | 1 806 | - | - | - | - | - | - |

## Économie

### Revenus de la population et fiscalité
En 2018, le nombre de ménages fiscaux de la commune était de 638, représentant 1 647 personnes et la  médiane du revenu disponible par unité de consommation  de 22 570 euros.

### Emploi
En 2018, le nombre total d’emplois dans la zone était de 243, occupant 809 actifs  résidants (dont 13,7 % dans la commune de résidence et 86,3 % dans une commune autre que la commune de résidence).
Le taux d'activité de la population (actifs ayant un emploi) âgée de 15 à 64 ans s'élevait à 68 % contre un taux de chômage de 8,7 %.
Les 23,3 % d’inactifs se répartissent de la façon suivante : 9,9 % d’étudiants et stagiaires non rémunérés, 5,8 % de retraités ou préretraités et 7,6 % pour les autres inactifs.

### Secteurs d'activité

#### Entreprises et commerces
Au 31 décembre 2019, le nombre d’unités légales et d’établissements (activités marchandes hors agriculture) par secteur d'activité était de 111 dont 6 dans l’industrie manufacturière, industries extractives et autres, 21 dans la construction, 34 dans le commerce de gros et de détail, transports, hébergement et restauration, 3 dans l’Information et communication, 2 dans les activités financières et d'assurance, 1 dans les activités immobilières, 19 dans les activités spécialisées, scientifiques et techniques et activités de services administratifs et de soutien, 13 dans l’administration publique, enseignement, santé humaine et action sociale et 12  étaient relatifs aux autres activités de services.
- Marché le deuxième dimanche du mois.

En 2020, 18 entreprises ont été créées sur le territoire de la commune, dont 11 individuelles.
Au 1er janvier 2021, la commune ne disposait pas d’hôtel et de terrain de camping.

#### Agriculture
Crouy-sur-Ourcq est dans la petite région agricole dénommée les « Vallées de la Marne et du Morin », couvrant les vallées des deux rivières, en limite de la Brie. En 2010, l'orientation technico-économique de l'agriculture sur la commune est la culture de céréales et d'oléoprotéagineux (COP).
Si la productivité agricole de la Seine-et-Marne se situe dans le peloton de tête des départements français, le département enregistre un double phénomène de disparition des terres cultivables (près de 2 000 ha par an dans les années 1980, moins dans les années 2000) et de réduction d'environ 30 % du nombre d'agriculteurs dans les années 2010. Cette tendance se retrouve au niveau de la commune où le nombre d’exploitations est passé de 6 en 1988 à 2 en 2010. Parallèlement, la taille de ces exploitations augmente, passant de 63 ha en 1988 à 71 ha en 2010.
Le tableau ci-dessous présente les principales caractéristiques des exploitations agricoles de Crouy-sur-Ourcq, observées sur une période de 22 ans : 
|                                      | 1988 | 2000 | 2010 |
| ------------------------------------ | ---- | ---- | ---- |
| Dimension économique,                |      |      |      |
| Nombre d’exploitations (u)           | 6    | 4    | 2    |
| Travail (UTA)                        | 7    | 6    | 3    |
| Surface agricole utilisée (ha)       | 377  | 307  | 142  |
| Cultures                             |      |      |      |
| Terres labourables (ha)              | 361  | 286  | s    |
| Céréales (ha)                        | 253  | s    | s    |
| dont blé tendre (ha)                 | 150  | 133  | s    |
| dont maïs-grain et maïs-semence (ha) | 68   | s    | s    |
| Tournesol (ha)                       | 29   | s    |      |
| Colza et navette (ha)                | 23   | s    | s    |
| Élevage                              |      |      |      |
| Cheptel (UGBTA)                      | 45   | 54   | 14   |

## Culture locale et patrimoine

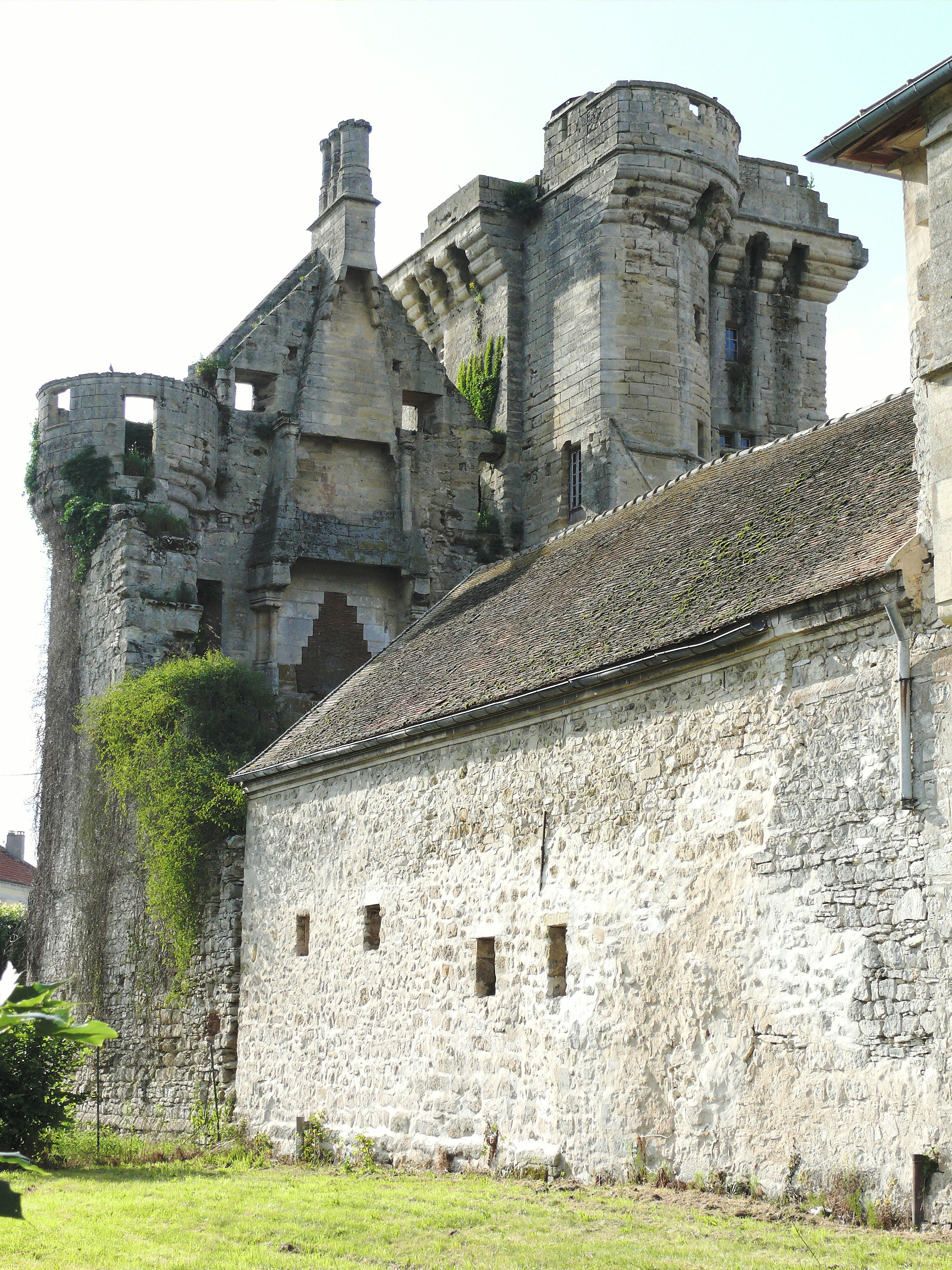
Donjon du château du Houssoy avec sa ferme.

### Lieux et monuments
- L'église Saint-Cyr-et-Sainte-Julitte  Classé MH (1919)[80] : datant du XIIe siècle, elle a été remaniée en 1550 par Robert de Sepoix, seigneur de Crouy. Elle possède une tour romane et une double nef gothique à croisée d'ogive. Le chœur possède de superbes boiseries du XVIIe siècle. L'église possède plusieurs vitraux du XVIe siècle. Elle doit son nom à saint Cyr, jeune martyr chrétien du IVe siècle et à sa mère sainte Julitte.
- Château du Houssoy (XIVe siècle)  Classé MH (partiel)[81].
- Ruines du château de Gesvres-le-Duc, à Tresmes/Gesvres  Classé MH (1975)[82], datant du XVIe siècle, conçu par François Mansart. Le pavillon d'entrée subsiste ainsi que les douves avec leurs ponts et le portail d'entrée avec sa grille, ainsi que le parc[83].
- Château de Champivert (XVIIe siècle), place de Champivert.
- Musée de la vie quotidienne et du terroir.
- La place du Marché et sa fontaine aux trois angelots.
- Notre-Dame du Chêne[84]. La chapelle date du XIXe siècle et son oratoire de 1865.
- Monument aux morts sculpté en 1922 par François Mourgues.
- Ancien lavoir datant des années 1880-1890, restauré par des bénévoles en 2024[85]
- Parcs Notre-Dame du Chêne[86] de la Providence[87], du Château de Bellevue[88], du château de la Vigne[89], de Champivert[90].

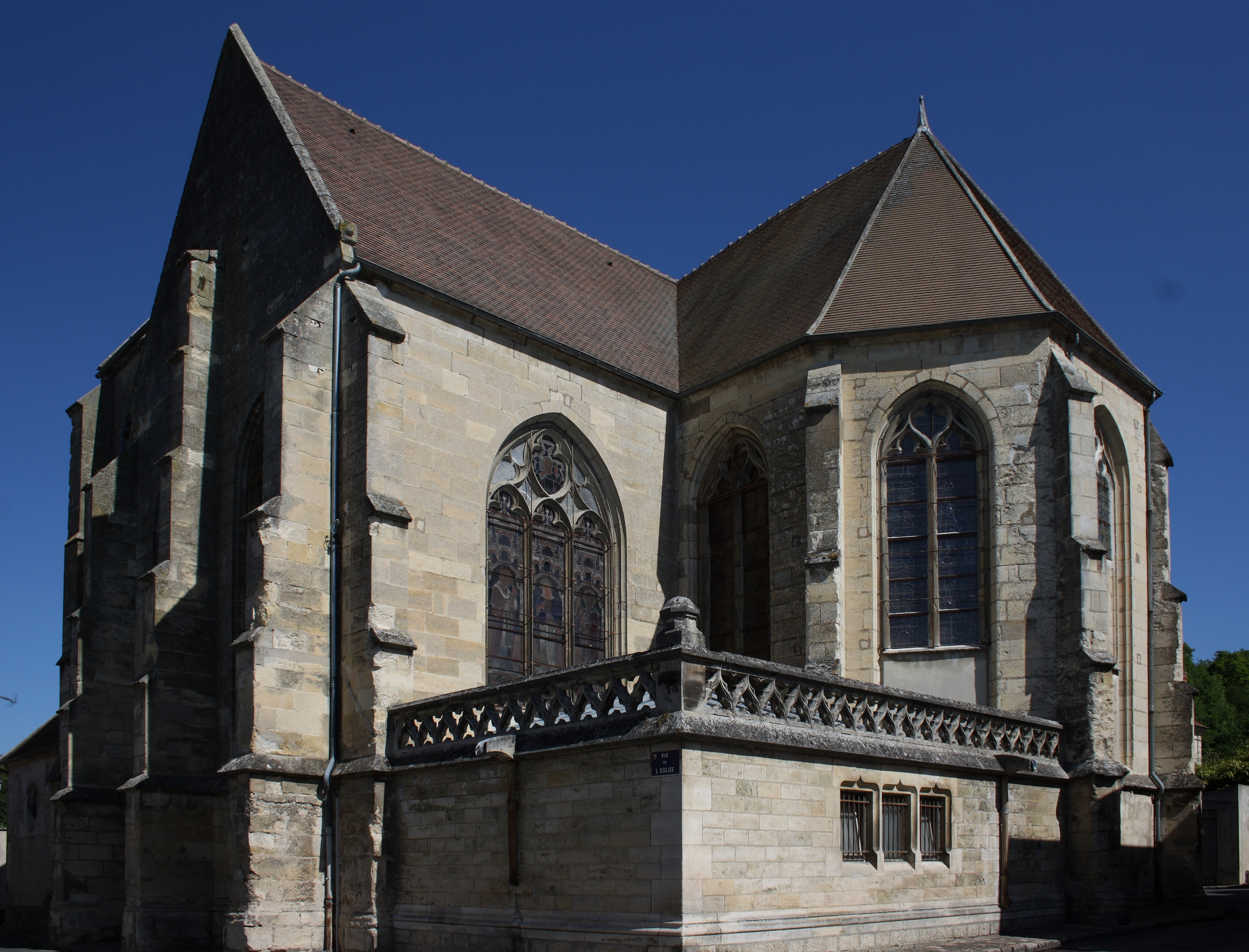
L'église Saint-Cyr-et-Sainte-Julitte.
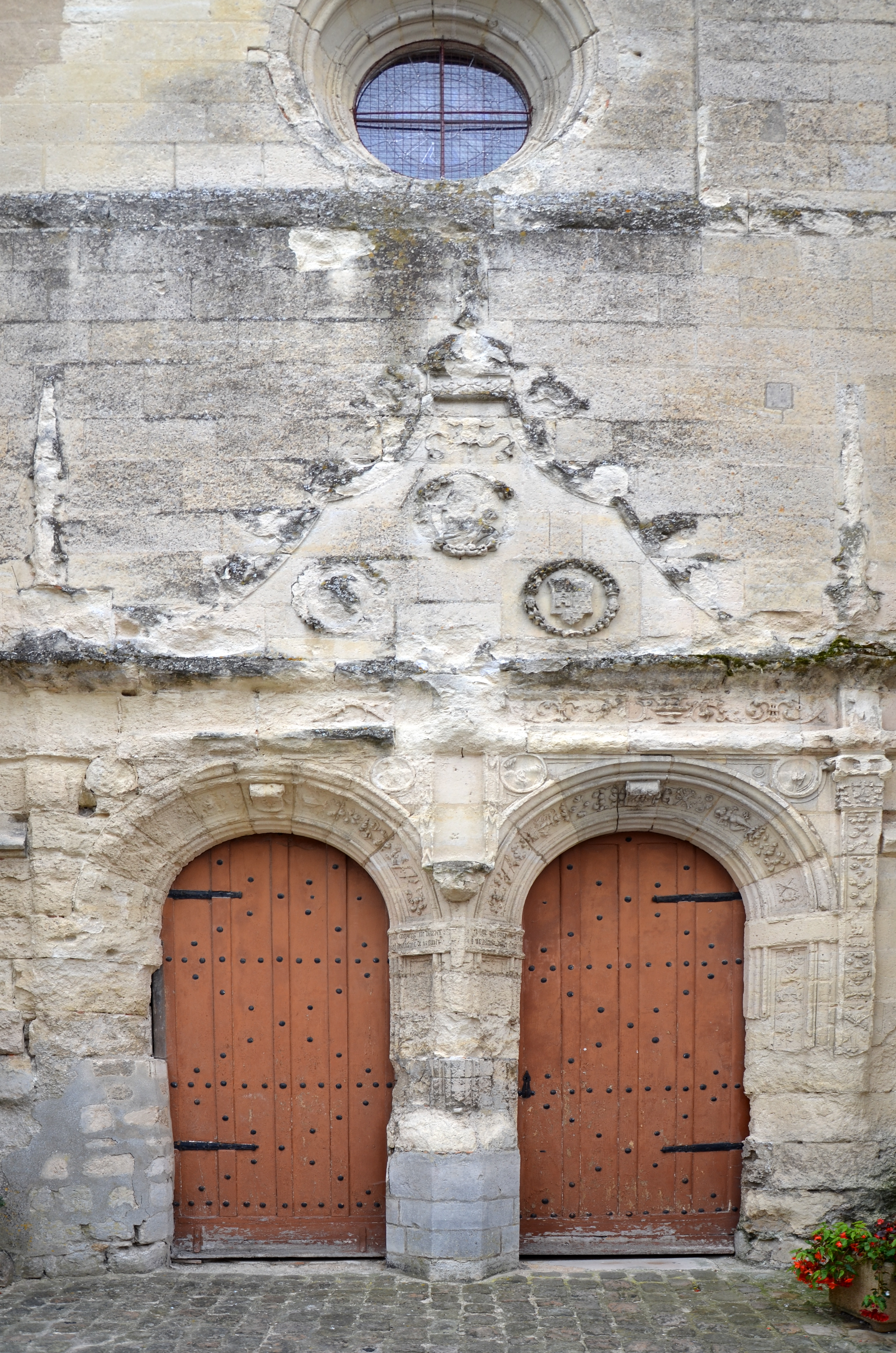
Porche de l'église.
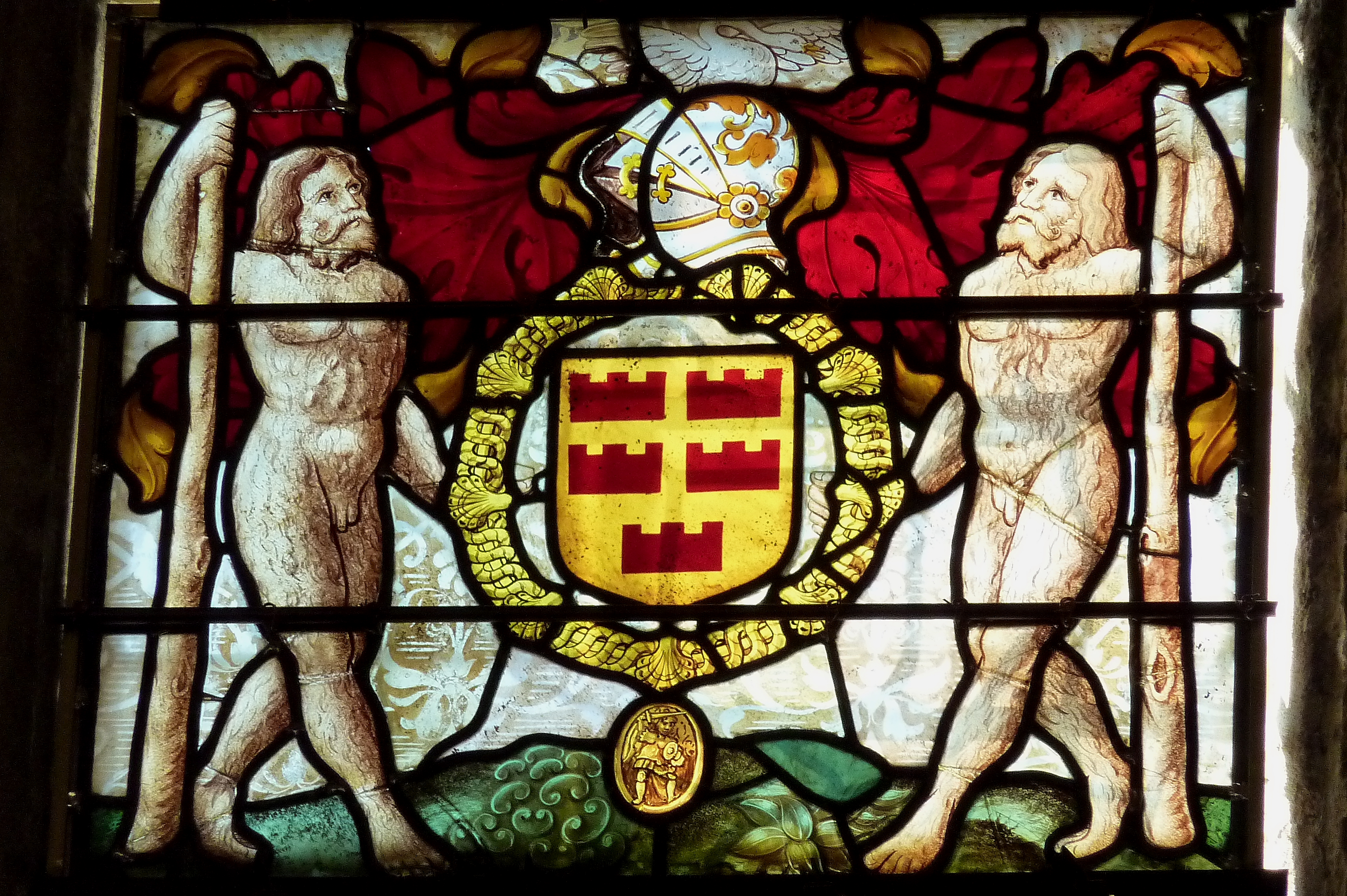
Vitrail du XVIe siècle dans l'église Saint-Cyr-et-Sainte-Julitte.
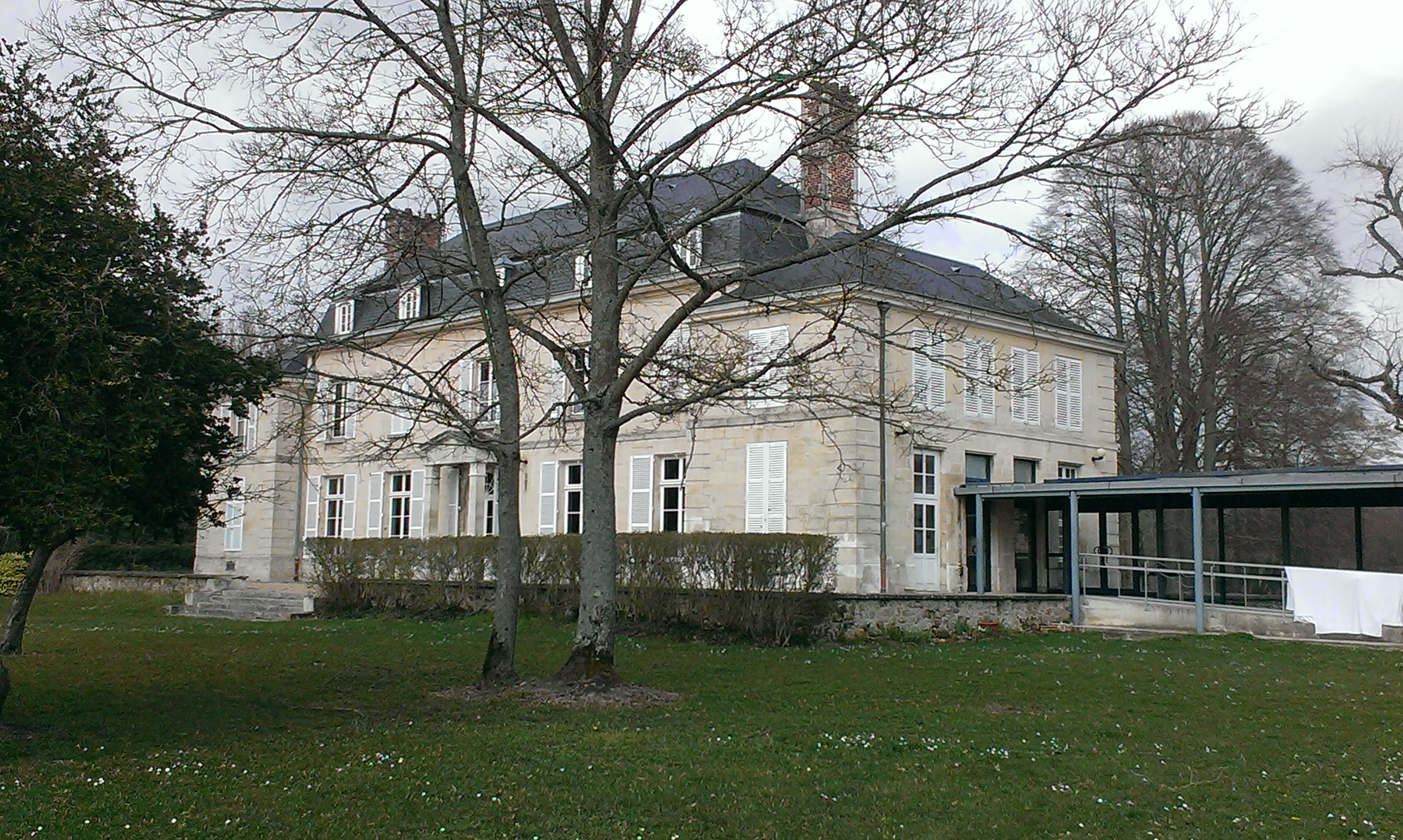
Château de Champivert (collège).
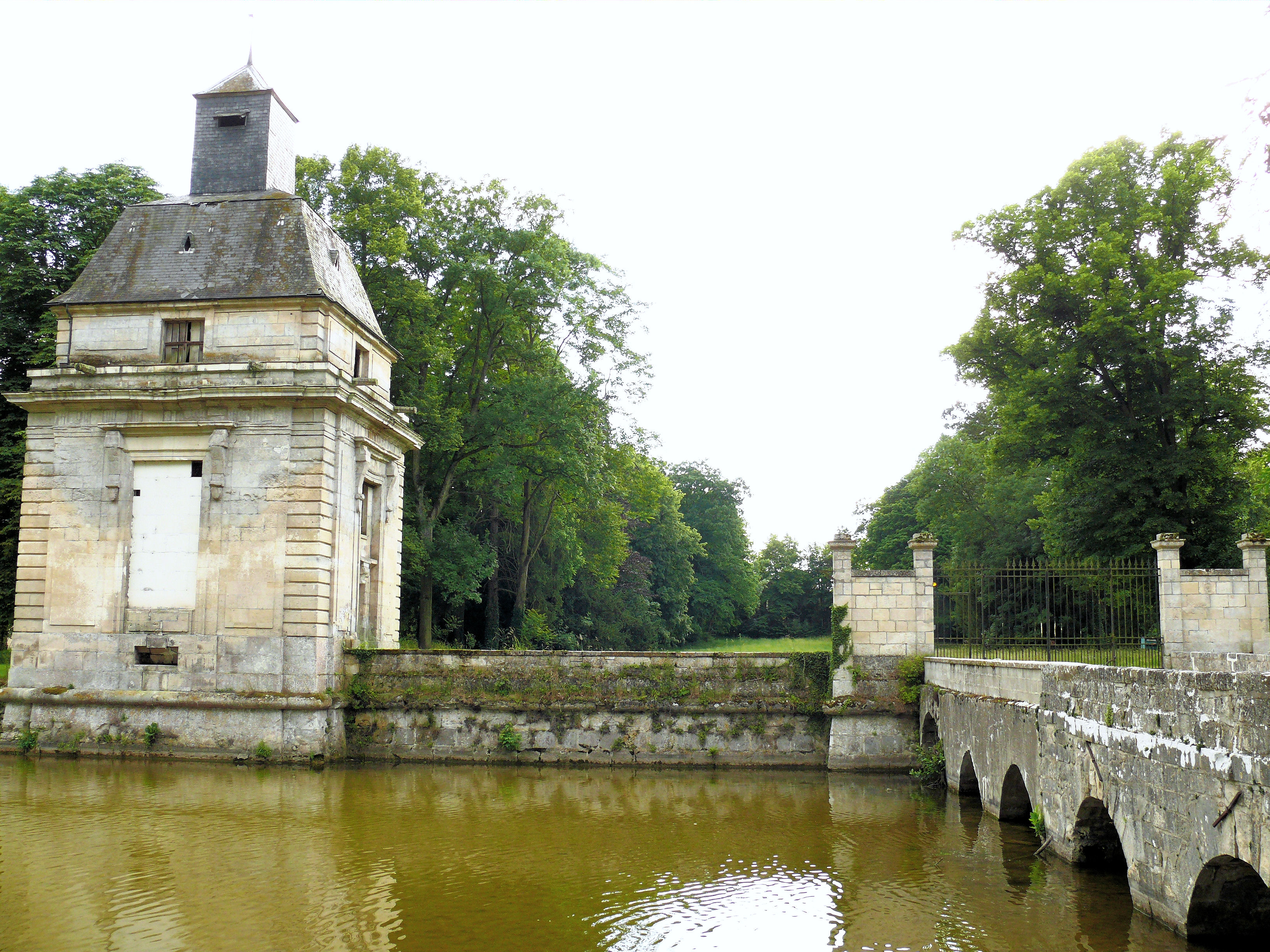
Château de Gesvres-le-Duc vestiges : le pont franchissant les douves et le pavillon de François Mansart.

### Personnalités liées à la commune
- Léopold Massard (1812-1889), peintre et graveur, y est né.
- César Poulain (1822-1886), maire de Reims, y est né.
- Georges Poujouly (1940-2000) était en colonie de vacances à Crouy-sur-Ourcq, lorsque le réalisateur René Clément le repéra pour l'engager dans son célèbre film Jeux interdits.

### Héraldique
| Blason de Crouy-sur-Ourcq | Blason  | D'or à cinq châteaux de gueules, 2, 2 et 1. |
| Blason de Crouy-sur-Ourcq | Détails |                                             |